# تانامبائو آمبونی
تانامبائو آمبونی (به لاتین: Tanambao Ambony) یک منطقهٔ مسکونی در ماداگاسکار است که در بخش بتیوکی-آتسیمو واقع شده‌است. تانامبائو آمبونی ۳٬۰۰۰ نفر جمعیت دارد.